# Naya Rivera
Naya Marie Rivera (sinh ngày 12 tháng 1 năm 1987 - 8 tháng 7 năm 2020) đã từng là một diễn viên và ca sĩ người Mỹ. Cô được biết đến nhiều nhất với vai Santana Lopez trong sê ri phim truyền hình hài-tình cảm Glee.

## Tiểu sử
Naya lớn lên ở Valencia, Santa Clarita, California và đã sống ở Los Angeles suốt phần lớn thời gian từ khi sinh ra. Naya mang một nửa dòng máu Puerto Rico, một phần tư dòng máu Mỹ gốc Phi và một phần tư dòng máu Đức. Bố mẹ cô là George và Yolanda Rivera. Khi mới 8 hay 9 tháng tuổi, Naya bắt đầu được đại diện bởi cùng một công ty với mẹ cô, người đã chuyển tới Los Angeles để theo đuổi sự nghiệp người mẫu.

## Sự nghiệp
Khi còn rất nhỏ, Naya đã xuất hiện trong nhiều phim quảng cáo của Kmart, nhưng vai diễn quan trọng đầu tiên của cô là Hillary Winston trong sê ri phim sitcom The Royal Family năm 1991. Ban đầu phim nhận được phản hồi tích cực và lượng người xem cao, nhưng khi Redd Foxx bị trụy tim khi đang ghi hình thì phim không thể phục hồi và sớm bị hủy bỏ. Dù vậy, Naya nhận được một đề cử giải Young Artist Award cho vai diễn của mình.
Từ năm 1992 đến năm 2002, cô có một vài vai nhỏ trong The Fresh Prince of Bel-Air, Family Matters, Live Shot, Baywatch, Smart Guy, The Jersey, House Blend, Even Stevens và The Master of Disguise. Năm 2002 cô cũng xuất hiện trong video âm nhạc "Why I Love You" của B2K. Cô được thuê làm khách mời trong một tập của chương trình The Bernie Mac Show vào năm 2002, nhưng sau đó quay trở lại thực hiện thêm 10 tập nữa trong suốt 5 mùa của chương trình. Sau đó cô xuất hiện trong 8 Simple Rules và CSI: Miami. Giữa các vai diễn và buổi thử vai, Naya làm nhiều công việc như điện thoại viên, bảo mẫu và nhân viên tiếp khách tại một cửa hàng của Abercrombie & Fitch. Năm 2006 và 2007, Naya tham gia vào vở kịch U Don't Know Me: The Musical do Mark E. Swinton sản xuất ở cả Los Angeles và tour diễn toàn quốc.

### Glee
Năm 2009, Naya được trao vai diễn Santana Lopez, thành viên đội cổ vũ và nhóm hát trường trung học, trong sê ri phim truyền hình hài-tình cảm Glee của Fox. Ban đầu nhân vật của Naya là một thành viên đội cổ vũ lạnh lùng, đanh đá, nhưng thường thể hiện mặt ôn hòa đối với Brittany (Heather Morris). Naya thử vai để có cơ hội "được hát, nhảy và diễn xuất trong cùng một bộ phim," và vì cô là người hâm mộ của Nip/Tuck bởi đồng tác giả Ryan Murphy.
Để chuẩn bị cho vai diễn, Naya khai thác những trải nghiệm ở trường trung học của chính mình, cũng như xem nhiều bộ phim như Mean Girls để có thể "thật sự nhập tâm vào vai một học sinh năm hai xấu tính". Cô nhận xét Santana là "một thành viên đội cổ vũ trường trung học điển hình, trên hầu hết các mặt," bởi vì: "Cô rất xấu tính và thích các chàng trai. Cô hết sức dí dỏm nên tôi rất thích vai diễn này." Cô đã mô tả Santana "hơi ngổ ngáo một chút", người "rất đanh đá và luôn có những câu nói hài hước." Naya rất thích tính đua tranh và ngang bướng của Santana bởi chính cô cũng có những đặc điểm như vậy, nhưng lại không thích sự xấu tính của Santana. Cô coi nhịp độ của phim là một thách thức, đặc biệt là màn các vũ đạo, và bình luận vào tháng 6 năm 2009 rằng kỉ niệm đáng nhớ nhất của cô ở Glee là màn biểu diễn thử giọng cho nhóm hát của các thành viên đội cổ vũ, "I Say a Little Prayer." Santana đóng vai trò quan trọng hơn trong 9 tập cuối của mùa thứ nhất. Naya nhận xét: "Santana đã gây ra rất nhiều tai họa cho bạn trai của người khác, con của họ và cả các giáo viên-cô là nỗi kinh hoàng của trường trung học, và sẽ tiếp tục là một nhân vật phản diện."
Sau khi thời lượng lên hình cũng như các ca khúc mà cô tham gia tăng lên trong nửa sau của mùa thứ nhất, Naya chính thức trở thành diễn viên chính kể từ mùa thứ hai. Cô có một ca khúc solo trong tập 5 của mùa 2 "The Rocky Horror Glee Show" và một vài bài khác trong suốt mùa 2. Vai trò của Naya trong phim thay đổi rất nhiều khi nhân vật của cô được tiết lộ là người đồng tính nữ. Naya thể hiện những đấu tranh của Santana để chấp nhận xu hướng tính dục của mình, với tình cảm mà cô dành cho người bạn thân nhất, cũng như việc không thể công khai về xu hướng tính dục. Cô nhận được phản hồi tích cực cho diễn xuất của mình.
Tháng 1 năm 2011 Naya xuất hiện trong một phiên bản nhái của "Nuthin' but a 'G' Thang" gọi là "Nuthin' But a Glee Thang", đồng sáng tác bởi bạn diễn Heather Morris.
Trong Glee Tour năm 2011, Naya kết hợp với Amber Riley trong bản song ca "River Deep, Mountain High" và biểu diễn solo ca khúc "Valerie" cũng như hát đệm cho một vài ca khúc khác.
Tháng 7 năm 2011, Naya nhận được hai đề cử ALMA cho hạng mục "Nữ ca sĩ được yêu thích" và "Nữ diễn viên truyền hình được yêu thích-Vai chính trong một phim hài". BuddyTV xếp cô vào vị trí thứ 3 trong danh sách "100 người phụ nữ trên truyền hình gợi cảm nhất năm 2011". Naya nhận được rất nhiều khen ngợi dành cho cả diễn xuất lẫn giọng hát của mình ở cuối mùa thứ hai và đầu mùa thứ ba. Cuối năm 2011, cô và nhân vật của mình lọt vào nhiều danh sách "Nhất", trong đó có 25 ngôi sao đột phá năm 2011 của HitFlix.com, những màn biểu diễn xuất sắc nhất năm 2011 của TV Guide, những nhân vật phim truyền hình xuất sắc nhất năm 2011 của MTV, cũng như nhiều danh sách khác.
Trong nửa sau của mùa thứ ba, Naya tiếp tục nhận được sự khen ngợi. Cô được song ca cùng Ricky Martin, và hợp tác với Gloria Estefan, người đóng vai mẹ của Santana. Cuối mùa thứ ba, có nhiều sự không chắc chắn về những nhân vật và diễn viên nào sẽ quay trở lại trong mua thứ tư, sau khi nhiều nhân vật sẽ tốt nghiệp trung học. Ở Fox Upfronts tháng 5 năm 2012, Naya xác nhận rằng cô sẽ trở lại.

### Sau khi nổi tiếng nhờGlee
Năm 2010, Naya lọt vào danh sách Hot 100 của tạp chí Maxim ở vị trí thứ 61. Năm 2011 cô xếp ở vị trí thứ 43. Trong danh sách Hot 100 năm 2011 của AfterEllen cô giành được vị trí thứ nhất.
Tháng 5 năm 2011, Naya được thông báo là đã ký hợp đồng với Columbia Records để thực hiện một album solo. Trong cùng tháng, Naya trở thành người dẫn chương trình cho lễ trao giải GLAAD Media Awards tại San Francisco. Tháng 11 năm 2011, Naya và Amber Riley biểu diễn tại sự kiện thường niên Celebration of Dreams lần thứ 10 của Dream Foundation. Tháng 12 năm 2011 Naya trở thành người phát ngôn mới nhất cho ProActiv. Tháng 12 năm 2012, Naya nhận được một đề cử giải NewNowNext Award. Ngày 24 tháng 3 năm 2012, cô là người dẫn chương trình cho lễ trao giải GLAAD Media Awards lần thứ 23 tại New York cùng với bạn diễn Cory Monteith. Họ và John Stamos, để tiếp nối một truyền thống mà Naya khởi đầu từ khi cô là người dẫn chương trình cho lễ trao giải GLAAD Media Awards tại San Francisco, đã bán đấu giá những nụ hôn của mình cho đám đông và thu về 15,000 đô la.
Tháng 4 năm 2012, Naya xuất hiện trên trang bìa tạp chí Latina. Trong tháng 5 cô cũng góp mặt trong số đầu tiên của tạp chí Cosmo for Latinas, và được People en Español bình chọn vào danh sách 50 người phụ nữ đẹp nhất. Cũng trong tháng 5, Naya lọt vào danh sách 100 người phụ nữ gợi cảm nhất của FHM ở vị trí thứ 39 cũng như danh sách Hot 100 của Maxim năm thứ ba liên tiếp, tăng 16 bậc lên vị trí thứ 27. Trên danh sách Hot 100 của AfterEllen cô một lần nữa đứng đầu bảng.
Khi giải Emmy 2012 sắp diễn ra, Naya được nhiều nhà phê bình và phương tiện truyền thông đánh giá là xứng đáng được đề cử. The Hollywood Reporter bao gồm cô trong bộ ảnh "Emmy 2012: Supporting Players". Naya cũng được tôn vinh bởi E!, Hitfix, TV Guide, vân vân. Cô cũng được TV Academy lựa chọn để tham gia vào một video quảng bá cho lễ trao giải sắp tới. Về vấn đề này, Naya bình luận với The Hollywood Reporter, "Được mọi người nghĩ rằng mình sẽ trở thành một ứng cử viên sáng giá cho đề cử nữ diễn viên phụ là một điều đáng kinh ngạc với tôi."
Tháng 10 năm 2012 Naya xuất hiện trong tập 3 của chương trình mới trên MTV This Is How I Made It. Naya đã hồi tưởng lại sự nghiệp diễn xuất và người mẫu lúc nhỏ của mình, cũng như giai đoạn khó khăn từ năm 16 đến năm 21 tuổi, và rồi đến bước đột phá của cô khi được tham gia Glee. Tháng 12 năm 2012 Naya tham dự sự kiện thường niên Trevor Live và biểu diễn ca khúc "Silent Night." Cũng trong tháng 12 năm 2012, bộ đôi 2Cellos cho ra mắt đĩa đơn thứ hai nằm trong album thứ hai của họ, một bản cover ca khúc "Supermassive Black Hole" của Muse với sự góp mặt của Naya. Cô cũng xuất hiện trong video âm nhạc của ca khúc.
Cô cũng đóng vai chính trong một đoạn phim quảng cáo gần đây của M&M's, được lên sóng tại Super Bowl XLVII vào ngày 3 tháng 2 năm 2013 với một bản cover ca khúc I'd Do Anything For Love (But I Won't Do That) của Meat Loaf.

## Hình ảnh trước công chúng
Trong sự nghiệp của mình, Rivera đã xuất hiện trên trang bìa của một số tạp chí, bao gồm Cosmopolitan, Maxim, Rolling Stone, FHM, Complex, Glow, Prestige, The Hollywood Reporter, Cosmo for Latinas, Latina, Fit Pregnancy and Baby và Galore. Cô được xếp hạng cao trong danh sách hấp dẫn nhất của nhiều tạp chí. Cô lọt vào danh sách Maxim Hot 100 năm 2010, 2011 và 2012, được xếp hạng 27 vào năm 2012. Trong hai năm 2011 và 2012, cô được xếp ở vị trí số một trong danh sách "Hot 100" của AfterEllen.com, xếp ở vị trí thứ ba vào năm 2013. Năm 2012, cô được People en Español chọn vào danh sách 50 Người đẹp nhất, và được liệt kê trong danh sách 100 Người phụ nữ gợi cảm nhất của FHM, đứng ở vị trí thứ 39. Tháng 5 năm 2013, cô chụp ảnh khỏa thân trên ấn phẩm của tạp chí Allure - cùng với Jennifer Morrison, Clare Bowen và Christa Miller.

## Đời tư

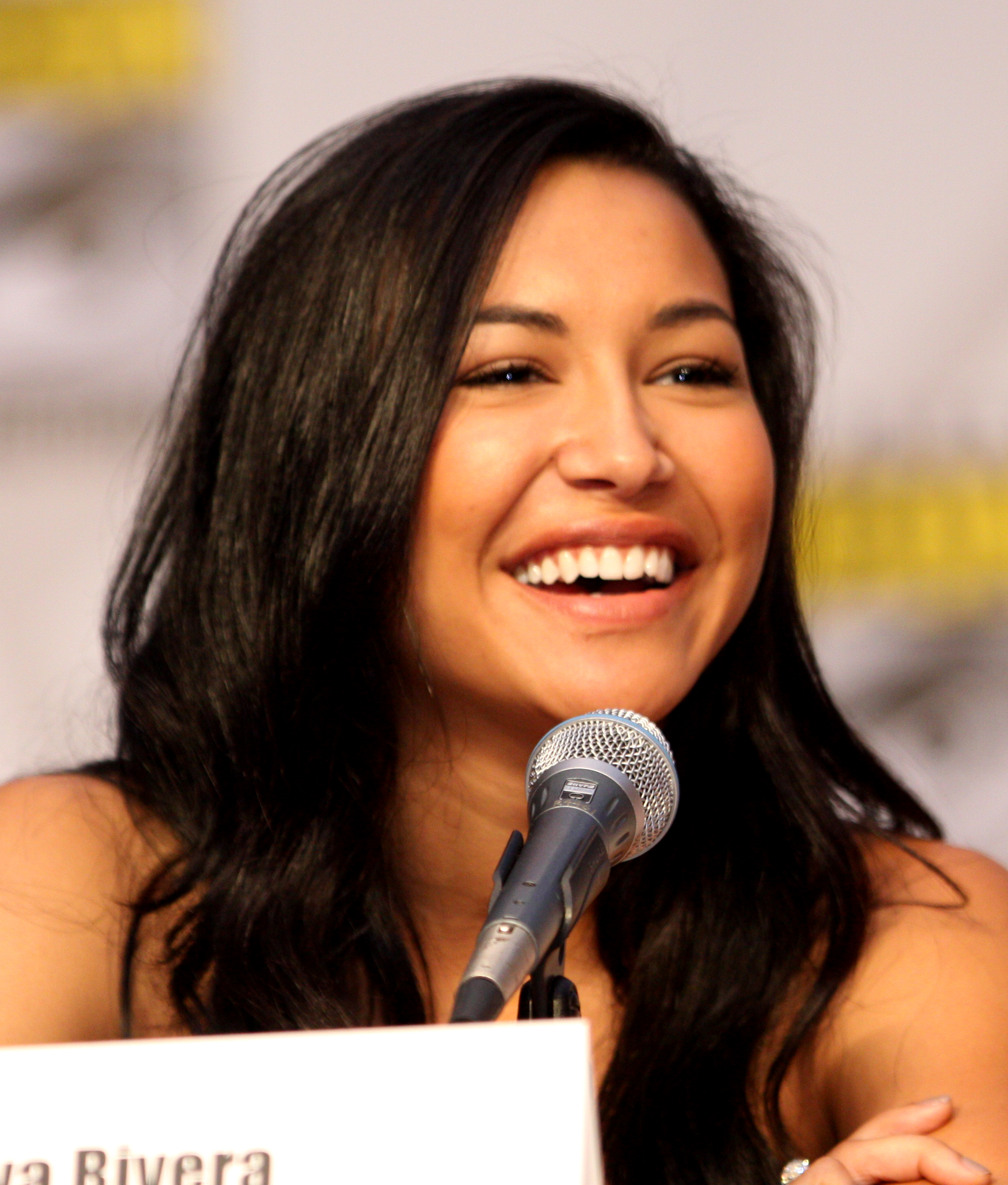
Naya tại San Diego Comic-Con International tháng 7 năm 2010

Naya rất thích đọc sách và dành nhiều thời gian cho các tổ chức từ thiện, trong đó có GLAAD, The Trevor Project, Stand Up to Cancer, The Elephant Project, and The Sunshine Foundation. Cô bắt đầu sáng tác nhạc từ năm 15 tuổi. Naya cho biết, "Niềm đam mê âm nhạc là một trong những tình yêu lớn nhất của tôi." Naya đã nói rằng nếu không thể diễn xuất hay ca hát cô sẽ trở thành một nhà văn. Cô đã hoàn thành nhiều kịch bản kịch và phim truyền hình.
Em trai của Naya, Mychal, là thành viên đội bóng bầu dục của trường đại học Tennessee. Em gái của họ, Nickayla, là một người mẫu.
Naya nhắc đến trong một bài phỏng vấn với tạp chí Latina rằng cô theo đạo Cơ đốc nhưng một cách rất kín đáo bởi những xung đột có thể xảy ra khi chuyện này được tiết lộ. "Thật khó khăn và hơi buồn khi bạn cảm thấy cần thiết phải tỏ ra cẩn trọng khi nói, 'Vâng tôi đi nhà thờ, và đúng tôi đọc Kinh thánh' vì khi bạn làm như vậy, mọi người sẽ nói, 'Sao cô ta lại khoe ngực? Sao cô ta lại mặc áo hở bụng? Sao cô ta lại đóng một nhân vật đồng tính nữ?' Tôi không muốn phải giải quyết những thứ như vậy, nên tôi chưa từng thực sự bàn về chuyện này, nó rất riêng tư."
19 tháng 7 năm 2014 cô kết hôn với  Ryan Dorsey ở Cabo San Lucas, Mexico

## Mất tích và qua đời
Vào ngày 8 tháng 7 năm 2020, Rivera đã được tuyên bố mất tích sau khi con trai Josey bốn tuổi của cô, được tìm thấy ở một mình trên chiếc thuyền mà Rivera đã thuê tại hồ Piru. Việc tìm kiếm cả Rivera và Josey đã bắt đầu lúc 16h00 (giờ Mỹ, múi giờ Thái Bình Dương) đến ba giờ sau đó. Một người chèo thuyền khác phát hiện ra Josey một mình, ngủ trên thuyền với chiếc áo phao vào khoảng 17h. Chiếc thuyền ở một khu vực ở phía bắc của hồ Piru được gọi là Narrow, có thể đã khá sâu và có gió lớn.. Một chiếc áo phao dành cho người lớn đã được tìm thấy trên tàu, cùng với giấy tờ tùy thân của Rivera. Josey nói với các nhà điều tra rằng mẹ con đang bơi và mẹ của cậu ấy đã giúp leo lên thuyền nhưng không thể tự cứu mình vì không leo lên thuyền được, và cô đã biến mất dưới nước. Cậu ấy cũng nói rằng mẹ cậu không mặc áo phao. Hồ Piru được biết đến tại địa phương rằng dòng chảy mạnh và không thể đoán trước và xoáy nước đã gây ra cái chết của những người bơi lội trong quá khứ. Xe của Rivera, một chiếc xe ô tô Mercedes màu đen, đã được tìm thấy trong bãi đậu xe.
Văn phòng cảnh sát trưởng quận Ventura tạm dừng cuộc tìm kiếm vào tối hôm đó và bắt đầu tìm kiếm trở lại vào sáng hôm sau. Hồ được đóng cửa và các đội thợ lặn trong vùng đã tham gia vào cuộc tìm kiếm. Trong ngày đầu tiên, cuộc tìm kiếm cũng diễn ra cả trên cạn để xác định xem Rivera có bơi ra được đến bờ hồ không, nhưng sau khi không tìm thấy bằng chứng nào là cô đã lên bờ và Josey nói rằng đã nhìn thấy mẹ mình biến mất xuống nước, văn phòng cảnh sát trưởng xác nhận với NBC vào ngày 9 tháng 7 rằng Rivera được cho là đã tử vong và nỗ lực giải cứu sẽ chuyển sang tìm kiếm thi thể. Ngày 10 tháng 7, văn phòng cảnh sát trưởng công bố đoạn video CCTV ghi lại lúc Rivera và con trai cô đến bãi đỗ xe và lái thuyền rời khỏi bến tàu, và số lượng thợ lặn tham gia tìm kiếm được giảm từ 100 xuống 40. Văn phòng cảnh sát trưởng giải thích rằng tầm nhìn dưới nước kém đến nỗi nhiều khả năng Rivera sẽ được tìm thấy bằng thiết bị sonar.
Ngày 11 và 12 tháng 7, bố mẹ, em trai, chồng cũ của Rivera và bạn diễn Glee của cô Heather Morris tham gia vào cuộc tìm kiếm tại hiện trường. Văn phòng cảnh sát trưởng khuyến cáo người dân không nên tham gia tìm kiếm vì địa hình nguy hiểm, và nhắc lại rằng họ đang tìm kiểm ở cả trên bờ lẫn dưới nước. Ngày 11, văn phòng cảnh sát trưởng cho biết các quận khác và một công ty tư nhân đang hỗ trợ cuộc tìm kiếm. Lea Michele, một diễn viên khác cùng đóng trong Glee với Rivera, đã xóa tài khoản Twitter của mình sau khi nhận được những tin nhắn quấy rối về sự việc này; các diễn viên khác trong phim đã chỉ trích những tin nhắn này và nói rằng mọi người nên tập trung vào tìm kiếm Rivera chứ không phải vào phản ứng của người khác với việc này. Ngày 13 tháng 7, sau khi cuộc tìm kiếm bắt đầu trở lại vào buổi sáng, văn phòng cảnh sát trưởng thông báo là một thi thể đã được tìm thấy đang nổi trên mặt hồ Piru; thi thể này được xác nhận là của Rivera trong một cuộc họp báo diễn ra ngay sau đó. Cô chính thức được tuyên bố là đã qua đời vào ngày 13 tháng 7. Cảnh sát trưởng quận Ventura cho biết có thể Rivera và Josey đã gặp phải xoáy nước, một hiện tượng thường gặp trong khu vực này, đặc biệt là vào buổi chiều, và cô đã "cố hết sức để cứu con trai, nhưng không đủ để tự cứu mình".
Giới truyền thông đã chỉ ra rằng thi thể của Rivera được tìm thấy vào cùng ngày tháng với cái chết của bạn diễn Glee của cô Cory Monteith 7 năm trước đó; video bài hát "If I Die Young" mà cô biểu diễn dành tặng anh nhận được số lượt xem đột biến. Michele đăng một bức ảnh đen trắng của Monteith và Rivera trên Instagram để tưởng nhớ hai người; còn Max Adler, một diễn viên khác trong Glee thì đăng "Này ngày 13 tháng 7" cùng với biểu tượng ngón giữa trên Twitter.

## Các phim đã đóng
| Năm  | Tên phim                   | Vai diễn      | Ghi chú                             |
| ---- | -------------------------- | ------------- | ----------------------------------- |
| 2009 | Frankenhood                | Hottie        | Ghi sai tên thành Naya Maria Rivera |
| 2011 | Glee: The 3D Concert Movie | Santana Lopez | Phim 3D                             |
| 2013 | Home                       | Vera          |                                     |

| Năm      | Tên phim                    | Vai diễn               | Ghi chú                                                      |
| -------- | --------------------------- | ---------------------- | ------------------------------------------------------------ |
| 1991–92  | The Royal Family            | Hillary Winston        | Vai chính                                                    |
| 1992–93  | Family Matters              | Gwendolyn              | Các tập: "Just One Date", "Heart Strings", "Mama's Wedding"  |
| 1993     | The Fresh Prince of Bel-Air | Cindy                  | Tập: "Bundle of Joy"                                         |
| 1993     | The Sinbad Show             | Khách dự tiệc          | Tập: "It's My Party, I'll Cry If I Want To"                  |
| 1995     | Live Shot                   | Ann                    | Tập: "Another Day, Another Story"                            |
| 1996     | Baywatch                    | Willa                  | Tập: "Scorcher"                                              |
| 1997–99  | Smart Guy                   | Kelly Tanya            | Các tập: "Baby, It's You and You and You", "Never Too Young" |
| 1999     | The Jersey                  | Cô gái #2              | Tập: "Be True to You"                                        |
| 2002     | House Blend                 | Chloe                  | Television pilot                                             |
| 2002     | Even Stevens                | Charlene               | Tập: "Short Story"                                           |
| 2002–04  | Pajama Rama                 | Chính mình             | Dẫn chương trình                                             |
| 2002–06  | The Bernie Mac Show         | Donna                  | Vai chính (mùa 2-5): 11 tập                                  |
| 2003     | Soul Food                   | Lauryn                 | Các tập: "Truth's Consequences", "Nobody's Child"            |
| 2004     | 8 Simple Rules              | Nice Girl              | Tập: "Halloween"                                             |
| 2008     | Girlfriends                 | Cô gái trẻ             | Tập: "Stand and Deliver"                                     |
| 2008     | CSI: Miami                  | Rachel Calvado         | Tập: "Power Trip"                                            |
| 2009—nay | Glee                        | Santana Lopez          | Mùa 1: vai phụ Mùa 2–4: vai chính                            |
| 2010     | When I Was 17               | Chính mình             | Tập 28, cùng với Carmello Anthony và Taye Diggs              |
| 2012     | The Glee Project            | Chính mình (khách mời) | Mùa 2, tập 4: "Sexuality"                                    |
| 2012     | This Is How I Made It       | Chính mình             | Tập 3, cùng với Chris Brown                                  |

## Video âm nhạc
| Năm  | Nghệ sĩ | Tên bài hát             |
| ---- | ------- | ----------------------- |
| 2002 | B2K     | Why I Love You          |
| 2012 | 2CELLOS | Supermassive Black Hole |

## Sân khấu kịch
| Năm       | Tên vở kịch     | Vai diễn |
| --------- | --------------- | -------- |
| 2006–2007 | U Don't Know Me | Keila    |